# Ernährungsberuf
Unter dem Begriff Ernährungsberuf fasst man die Berufe zusammen, die sich mit allen Aspekten der Lebensmittel und Genussmittel befassen.

## Umfang des Berufsfelds Ernährungsberuf
Ernährungsberufe beschäftigen sich mit der Herstellung, Verarbeitung und Zubereitung von Lebensmitteln und Speisen und Gerichten.
Im weiteren Sinne gehören dazu auch deren Handel und Vertrieb, und auch die Bedienung in Hotel- und Gastgewerbe, und im Ernährungsgewerbe. Meist mit eingeschlossen ist auch dasselbe für Genussmitteln und Alkoholika, also des ganzen Nahrungs- und Genussmittelgewerbes aus systematischen Gründen inklusive Tabakwaren.
Im allgemeinsten Sinne zählt man dazu auch zahlreiche andere mit Nahrung beschäftigte Tätigkeitsfelder, etwa die der Lebensmittelchemiker oder der Lebensmittelkontrolleure und in der Qualitätssicherung Tätigen, aber auch die Restaurantkritiker, wie auch das Feld der Logistik und Vorratswirtschaft der Nahrungsmittel (etwa Silierungs-, Kellerei- und Transportfachkräfte, Verpackungs-, Konservierung- und Kühltechnologie) und die spezielle Lebensmittelbeschaffung (Agrarkauflaute, Viehhändler, Milcheinkäufer und Ähnliches). Außerdem kann der Bereich die Ernährungsgesundheit (Diätologen) und Lehrpersonal für die ernährungswirtschaftliche und haushaltsökonomische Fachdidaktik umfassen.
Nicht dazu gezählt wird aber im Allgemeinen die direkte Lebensmittel-Urproduktion, die unter Landwirtschaft fällt, also etwa Viehzucht und Milchwirtschaft, Feld-, Obst- und Gartenbau oder Fischerei und Imkerei.

## Das Berufgruppenbild in den einzelnen Ländern

### Deutschland: Berufsabschnitt Ernährungsberuf der KldB 92
In der Klassifizierung der Berufe (KldB 92) fasste man unter dem Berufsabschnitt III m) – Ernährungsberuf die Berufsgruppen 39–43 zusammen, aktuell gilt die KldB2010. In der vorherigen Fassung waren dies speziell nur die Produktionsberufe:
- 39 Back- und Konditorwarenhersteller
  - 391 Backwarenhersteller, im Besonderen Bäcker, Feinbäcker, sowie Ofenführer oder Backmaschinenführer
  - 392 Konditoren, wie auch Pâtissiers
- 40 Fleisch-, Fischhersteller
  - 401 Fleischer und verwandte Berufe
  - 402 Fleisch-, Wurstwarenhersteller
  - 403 Fischwarenhersteller
- 41 Speisenbereiter
  - 411 Köche einschließlich diverser Spezialküchen, wie Großküchenköche, Diätköche, Schiffsköche
  - 412 Fertiggericht-, Obst-, Gemüsekonservierer, -zubereiter
- 42 Getränke-, Genußmittelhersteller
  - 421 Weinküfer
  - 422 Brauer, Mälzer
  - 423 Sonstige Getränkehersteller, Koster, dazu gehören etwa Brenner, Limonaden- und Mineralwasserbereiter, Kaffeemüller, und anderes
  - 424 Tabakwarenmacher
- 43 Übrige Ernährungsberufe
  - 431 Milch-, Fettverarbeiter
  - 432 Mehl-, Nährmittelhersteller, wie Bäcker, Getreidemüller
  - 433 Zucker-, Süßwaren-, Speiseeishersteller, darunter auch Chocolatier

Nach amtlicher Statistik (sozialversicherungspflichtige Beschäftigung und Arbeitslosigkeit) waren in den Ernährungsberufen in Deutschland im Jahr 2007 insgesamt 635.114 Personen beschäftigt (Tendenz zu 1999 auf 93 % vermindert), davon ein Drittel (33,7 %) im produzierenden Gewerbe und zwei Drittel (65,9 %) im Dienstleistungssektor, wobei der Lebensmittelhandel insgesamt nur 7 % der Beschäftigtenzahlen einnimmt. Die übrigen 0,4 % in Land-, Forstwirtschaft, Gartenbau zeigen die marginale Bedeutung von Direktvermarktung von Lebensmitteln (Ab-Hof-Verkauf) in Deutschland. Die Frauenquote liegt bei 44,9 %, der Ausländeranteil bei 18,5 %. Nur die Hälfte der Beschäftigen hat eine abgeschlossene Berufsausbildung.

### Österreich: Berufsfeld Lebensmittel
In Österreich verwendet man für Wirtschaftsstatistische Zwecke nur die Ö-ISCO (International Standard Classification of Occupations), in der die Berufe nach Tätigkeitsart, nicht nach Produkt systematisiert sind. Verwendet wird die Gruppe aber in der Berufsinformation sowohl als Berufsbereich Lebensmittel vom Arbeitsmarktservice Österreich (AMS), wie auch als Berufsgruppe Lebens- und Genussmittel/Ernährung von der Wirtschaftskammer Österreich (WKÖ) im BerufsInformationsComputer BIC des Instituts für Bildungsforschung der Wirtschaft (iws).
Für Österreich liegen aufgrund der andersstrukturierten amtlichen Statistik keine präzisen Zahlen vor. Analysen der Statistik Austria, des GfK Austria und des AMS über Arbeitsmarkt, Stellenanzeigen und gemeldete freie und angebotene Stellen geben für 2008/2009 Zahlen von etwa 75.000 Beschäftigten im Sektor Lebensmittelwirtschaft (einschließlich der ganzen Produktion), und etwa 60.000 in der Einteilung Lebensmittelberuf der veralteten Österreichischen Berufssystematik (ÖBS), das sind etwa 1,9 % bzw. 1,5 % der insgesamt 4.000.000 erwerbstätigen Österreicher. Überwiegend besetzt ist das Berufsfeld Lebensmittelherstellung und -verkauf, davon circa 8.300 in der Getränkeherstellung, 5.000 in der Milchverarbeitung, 2.500 in den Mahl- und Schälmühlen, 2.300 in der Obst- und Gemüseverarbeitung und 1.000 in der Herstellung von Futtermitteln. Das Berufsfeld Herstellung von Genussmitteln und Alkoholika nimmt nur einen kleinen Teil ein. Der Frauenanteil liegt bei nur einem Viertel (24 %), die Beschäftigungsquote rückläufig. Das Berufsbild ist durch zwei Tendenzen geprägt, den Trend zu innovativen Lebensmitteln (Functional Food), aber auch zu unverfälschten Lebensmitteln (Pure Food), wie das in Österreich besonders über die Bio-Bereich stattfindet, womit sich in den letzten Jahren eine starke Entwicklung in Richtung höher- und zusatzqualifizierter Berufe ergeben hat. Bedeutung haben die Ernährungberufe sowohl für den Export (Exportquote 40 % im Jahr 2006), als auch für die Binnenwirtschaft im Tourismussektor.

### Schweiz: Berufsfeld Nahrung
In der Schweiz wird die ISCO (International Standard Classification of Occupations) für die amtliche Statistik verwendet, in der sich die Gruppe nicht findet.
Die Schweizerische Kantonale Berufsberatung fasst die Ernährungsberufe unter dem  Berufsfeld Nahrung zusammen.